# The Bouncing Souls
The Bouncing Souls es una banda estadounidense de punk rock formada en 1987 en Nuevo Brunswick, Nueva Jersey, por Greg Attonito. En sus orígenes, la banda practicaba una mezcla de sonidos entre punk, metal y funk. El nombre de la banda es una referencia a los zapatos Dr. Martens.
La banda ha participado en varias ocasiones en importantes festivales estadounidenses como el Warped Tour. 

## Historia
Los cuatro miembros originales crecieron en Basking Ridge, Nueva Jersey, y tocaron en pequeñas bandas durante su etapa en el instituto. Decidieron ir a la universidad a la localidad de Nuevo Brunswick, Nueva Jersey, en donde se encuentra la Universidad Rutgers, que tiene fama de apoyar la música underground. Los Bouncing Souls no sólo se hicieron un nombre en la escena musical local, sino que ayudaron a otros grupos a ganar fama al dejarles actuar como teloneros antes de sus conciertos.
Su primer larga duración, The Good, The Bad & the Argyle, fue lanzado en 1994 mediante Chunksaah Records, su propio sello discográfico. El álbum contenía una recopilación de varios EP que la banda había lanzado años antes. Dos canciones del disco, "Candy" (popularizada por Bow Wow Wow) y "What Boys Like" (tema original de Waitresses) sirvieron como homenaje al new wave de los años 80. Su siguiente trabajo, Maniacal Laughter fue lanzado en 1996. Tras una gira con los veteranos Youth Brigade, la banda se ganó la atención de Epitaph Records, el gigante discográfico del punk.
Bouncing Souls firmaron con Epitaph en 1997 y lanzaron su álbum homónimo The Bouncing Souls a finales de ese año. Mientras que el disco presentaba clásicos de la banda como "Cracked," "Kate is Great," y "East Coast! Fuck You!", algunas canciones de la grabación desentonan, en cuanto a sonido, si se comparan con sus primeros materiales. Greg declara, en Do You Remember? 15 Years of the Bouncing Souls, que es "un CD de canciones inacabadas". Hopeless Romantic fue el siguiente álbum y vio la luz en 1999. Poco después del lanzamiento del disco, la banda comenzó a experimentar algunos problemas personales entre sus integrantes. Shal Khichi abanadonó la banda a causa de esos problemas. Fue reemplazado por el exbatería de Skinnerbox, Mephiskapheles y Murphy's Law, Michael McDermott.
The Bouncing Souls se hicieron tan famosos que en el año 2003 los autores del famoso juego Tony Hawk Pro Skater 4 incluyeron entre sus canciones a "Manthem" una canción del álbum "How to Spent My Summer Vacation", lo que ayudó a darle más fama a nivel de gamers a esta banda.
How I Spent My Summer Vacation fue el primer álbum que la banda presentaba ya con la nueva formación. En ese momento, la banda era vista como unos veteranos en el sonido del punk moderno, con una generación de fanes que estaban descubriendo sus primeros trabajos. En 2002 lanzaron una recopilación de caras b, The Bad the Worse and the Out of Print y el aclamado split con Anti-Flag como parte de las exitosas BYO Split Series. En 2003, la banda lanzó su sexto álbum de estudio, Anchors Aweigh, así como su primer DVD, Do You Remember? 15 Years of the Bouncing Souls. Un año más tarde, en 2004, su versión de "Better Things" de The Kinks fue utilizada en la película El Mensajero del Miedo. En 2005 lanzaron dos discos en directo, un doble CD titulado simplemente Live, así como otro DVD titulado Live at the Glasshouse, que fue el número 19 de las series The Show Must Go Off!, del sello Kung Fu Records. La banda lanzó su séptimo trabajo, The Gold Record, el 6 de junio de 2006.
El 12 de enero de 2010 sacan un nuevo álbum de estudio, Ghosts on the Boardwalk, celebrando su 20 aniversario, para después empezar una gira por EE. UU., el Warped Tour. Este disco salió al mercado también en versión vinilo
The Bouncing Souls lanzó su noveno disco de estudio, Comet el 12 de junio de 2012, mediante Rise Records, su primer trabajo para la discográfica. El álbum se encuentra en streaming online desde el 12 de marzo. [3]

## Discografía

### Álbumes de estudio
| Año  | Álbum                          | Discográfica      |
| ---- | ------------------------------ | ----------------- |
| 1994 | The Good, the Bad & the Argyle | Chunksaah Records |
| 1996 | Maniacal Laughter              | Chunksaah Records |
| 1997 | The Bouncing Souls             | Epitaph Records   |
| 1999 | Hopeless Romantic              | Epitaph Records   |
| 2001 | How I Spent My Summer Vacation | Epitaph Records   |
| 2003 | Anchors Aweigh                 | Epitaph Records   |
| 2006 | The Gold Record                | Epitaph Records   |
| 2010 | Ghosts on the Boardwalk        | Chunksaah Records |
| 2012 | Comet                          | Chunksaah Records |

### Otros
| Año  | Álbum                                    | Tipo          | Discográfica      |
| ---- | ---------------------------------------- | ------------- | ----------------- |
| 1991 | Ugly Bill                                | EP            |                   |
| 1993 | The Greenball Crew e.p.                  | EP            |                   |
| 1993 | The Argyle e.p.                          | EP            |                   |
| 1998 | Tie One On                               | EP en directo | Epitaph Records   |
| 1999 | Fight to Live                            | EP            | -                 |
| 2001 | Gone                                     | EP            | -                 |
| 2002 | BYO Split Series, Vol. 4                 | Split         | BYO Records       |
| 2002 | The Bad, the Worse, and the Out of Print | Recopilatorio | Chunksaah Records |
| 2005 | Live                                     | Concierto     | Chunksaah Records |

## Miembros

### Actualmente
- Greg Attonito - voz
- Pete Steinkopf - guitarra
- Bryan Kienlen - bajo
- George Rebelo - batería

### En el pasado
- Shal Khichi - batería (1987–1999)
- Michael McDermott - batería (1999–2013)